# Friedrich Schlanbusch

Friedrich Schlanbusch 1907 als Student in Göttingen

Friedrich Schlanbusch (* 8. Juni 1884 in Hamburg; † 15. November 1964 ebenda) war ein deutscher Jurist und Bankdirektor.

## Leben und Wirken
Friedrich Schlanbusch studierte Rechtswissenschaften an der Georg-August-Universität in Göttingen. Hier wurde er 1905 Mitglied der Burschenschaft Holzminda. Nach bestandenem Examen 1908 wurde er zunächst Staatsanwalt, dann Richter am Landgericht Hamburg. Ab 18. April 1922 war er elf Jahre lang Chef der Hamburger Kriminalpolizei. Er nahm als Sachverständiger an Sitzungen der 1925 eingerichteten Senatskommission zur Prüfung der Frage der Neuregelung des Prostitutionswesens in Hamburg teil.
Später wechselte er zur Finanzbehörde, wo er von 1933 bis 1938 arbeitete. Am 23. Juni 1938 wurde Schlanbusch auf eigenen Antrag als Senatssyndicus entlassen und wurde bis zu seinem Ruhestand 1952 Direktor der Hamburgischen Landesbank.
Bis 1938 gehörte er auch den Prüfungskommissionen für die beiden juristischen Prüfungen in Hamburg an, und seit November 1953 war er bis zu seinem Tod Verfassungsrichter am Verfassungsgericht Hamburg.
Friedrich Schlanbusch wird von Robert Brack als Figur in seinem 2008 erschienenen Kriminalroman Und das Meer gab seine Toten wieder verwendet.

## Veröffentlichungen
- Der § 133 des Strafgesetzbuches und sein Verhältnis zu anderen Verbrechenstatbeständen. Leipzig, 1918, Dissertation Rostock.